# Mentiras do Rio
Mentiras do Rio é um livro que reúne 12 contos escrito pelo jornalista Sergio Leo, sendo vencedor do Prêmio Sesc de Literatura de 2008 e publicado pela editora Record.
O livro retrata os dois lados da vida da cidade do Rio de Janeiro: o seu cotidiano e a tensão da violência sofrida na capital fluminense.

## Ligação externa
- Contos/ Crônicas Editora Record